# Aiguille du Tacul
Aiguille du Tacul – szczyt w Masywie Mont Blanc, w grupie górskiej Jorasses. Leży we wschodniej Francji, w departamencie Górna Sabaudia. Szczyt można zdobyć ze schronisk Refuge du Requin (2516 m) lub Refuge de Leschaux (2431 m). Szczyt oddziela od siebie lodowce Glacier du Tacul i Glacier de Leschaux.